# Drimys macrantha
Drimys macrantha är en tvåhjärtbladig växtart som beskrevs av A. C. Smith. Drimys macrantha ingår i släktet Drimys och familjen Winteraceae. Inga underarter finns listade.